# マヤ数字

零から十九までのマヤ数字

マヤ数字（マヤすうじ、英: Maya numerals）は、マヤ文明で使用された数字である。点と棒を使い、五進法的であると同時に二十進法的な位取り記数法でもある。

## 表記法
マヤ数字は、点を「1」、横棒を「5」として示す。横棒を使用する場合、たとえば6は「点1個の下に横棒1個」(1 + 1×5) 、19は「点4個の下に横棒3本」(4 + 3×5)であり、点が上で横棒が下になる。また、ゼロを表す文字には貝殻模様など、さまざまのものがある。興味深いことに、マヤ語自身の数の数えかたは五進法的ではない。
20以上の数については位取り記数法を使用する。小さい桁を下に、大きい桁を上に、縦に並べて書く。二十進法なので、二階となる整数第2位は「二十の位」、三階となる整数第三位は「四百の位」、四階となる整数第四位は「八千の位」、五階となる整数第五位は「十六万の位」である。
ただし、マヤ文字で位取り表記を使っているのは『ドレスデン絵文書』に見られる乗算表と天文学計算の箇所だけである。
位取り記法のかわりに、月の形をした文字が20を表すことがある。朔望月の日数を表すのに29日が月+9で、30日が月+10で表される。
頭字体と呼ぶ神の顔を表す文字や、全身体と呼ぶ神の全身を描いた文字が数字のかわりに使われることがある。こちらも0から19までの20種類がある。10を表す文字は頭蓋骨であり、13から19までの顔は3から9までの顔の一部分を頭蓋骨に変えたものと考えられる。

### 数字
| マヤ数字 | 二十進表記 | 十進表記 |
| -------- | ---------- | -------- |
|          | 0          | 0        |
|          | 1          | 1        |
|          | 2          | 2        |
|          | 3          | 3        |
|          | 4          | 4        |
|          | 5          | 5        |
|          | 6          | 6        |
|          | 7          | 7        |
|          | 8          | 8        |
|          | 9          | 9        |

| マヤ数字 | 二十進表記 | 十進表記 |
| -------- | ---------- | -------- |
|          | A          | 10       |
|          | B          | 11       |
|          | C          | 12       |
|          | D          | 13       |
|          | E          | 14       |
|          | F          | 15       |
|          | G          | 16       |
|          | H          | 17       |
|          | I          | 18       |
|          | J          | 19       |

### 表記例
| 十進表記 | マヤ数字 | 二十進表記 | 十進法換算値                       |
| -------- | -------- | ---------- | ---------------------------------- |
| 27       |          | 17         | 1×201 + 7                          |
| 144      |          | 74         | 7×201 + 4                          |
| 309      |          | F9         | 15×201 + 9                         |
| 2013     |          | 50D        | 5×202 + 0×201 + 13                 |
| 5184     |          | CJ4        | 12×202 + 19×201 + 4                |
| 8240     |          | 10C0       | 1×203 + 0×202 + 12×201 + 0         |
| 20736    |          | 2BGG       | 2×203 + 11×202 + 16×201 + 16       |
| 238464   |          | 19G34      | 1×204 + 9×203 + 16×202 + 3×201 + 4 |

## マヤ以外での使用例

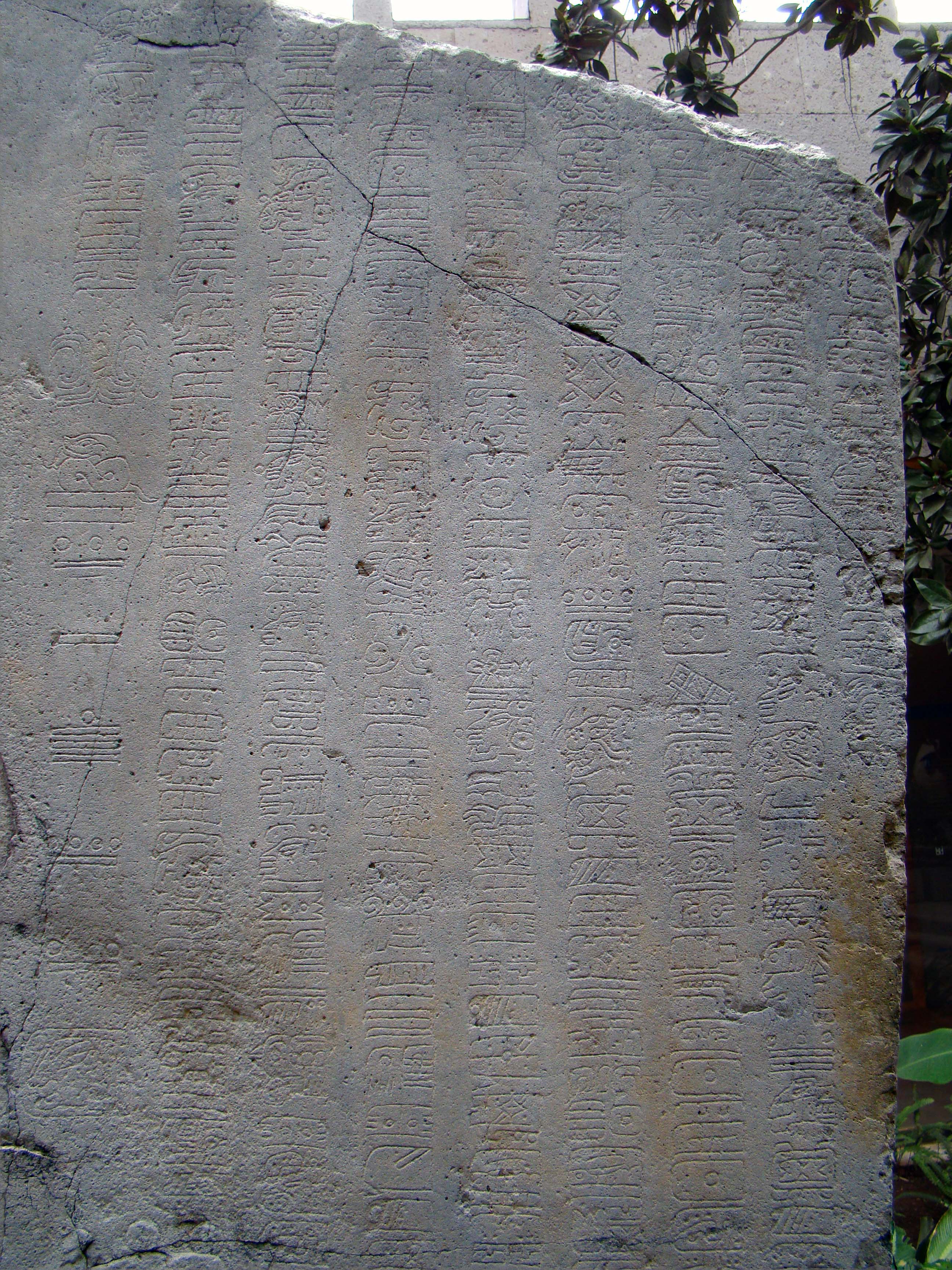
ラ・モハーラ石碑のマヤ数字。最も左の行に、8.5.16.9.7

点と棒を使った文字表記はマヤの石碑や絵文書で使われるために「マヤ数字」と呼ばれているが、マヤ以外のいくつかの文字体系でも共通して用いられる。
メキシコのベラクルス州ラ・モハーラ遺跡の1号石碑では、独特の文字で碑文が書かれているが（ラ・モハラの文字、エピ・オルメカ文字などと呼ばれる）、その最も左の行に、上から順に8.5.16.9.7を意味する数字が彫刻されている。これは長期暦で西暦156年の日付を表す。同様の点と棒による数字表記はサポテカ文字にも見られる。

## マヤ暦との関連
マヤ暦には、ほかのメソアメリカの暦と同様、1年が365日のハアブと、1年が260日のツォルキンという2種類の暦があった。ハアブは20日×18ヶ月と、ワイェブという余分の5日から構成される。各月には専用の名前があるが、月内の各日(着座(chum)、1-19)は数字で表され、月を表す記号の左に接して書かれた。またツォルキンは特別の名を持つ20日の周期と1から13までの数字によって表される周期の組み合わせによっていた。いずれも数字は点と棒の組み合わせによって表される。ツォルキンとハアブの組み合わせによる約52年の周期をカレンダー・ラウンドと呼ぶ。
これに対して長期暦は5桁の数字によって表される日付である。各桁（バクトゥン・カトゥン・トゥン・ウィナル・史歆と呼ばれる）はおおむね二十進法になるが、ウィナルのみは18か月しかなく、したがってトゥンは400日ではなく360日の周期になる。

## コンピュータ
Unicode version 11.0（2018年6月）から、U+1D2E0 … U+1D2FF (Mayan Numerals) に、マヤ数字が定義されている。
| マヤ数字[1][2] Official Unicode Consortium code chart (PDF) |   |   |   |   |   |   |   |   |   |   |   |   |   |   |   |   |
|                                                             | 0 | 1 | 2 | 3 | 4 | 5 | 6 | 7 | 8 | 9 | A | B | C | D | E | F |
| U+1D2Ex                                                     | 𝋠 | 𝋡 | 𝋢 | 𝋣 | 𝋤 | 𝋥 | 𝋦 | 𝋧 | 𝋨 | 𝋩 | 𝋪 | 𝋫 | 𝋬 | 𝋭 | 𝋮 | 𝋯 |
| U+1D2Fx                                                     | 𝋰 | 𝋱 | 𝋲 | 𝋳 |   |   |   |   |   |   |   |   |   |   |   |   |
| Notes 1.^Unicode 11.0 時点のもの 2.^灰色は未定義領域        |   |   |   |   |   |   |   |   |   |   |   |   |   |   |   |   |